# José Luís Peixoto
José Luís Peixoto   (Ponte de Sor, 4 de setembre de 1974) és un autor, poeta i dramaturg portuguès. Escriptor professional des del 2001, les seves obres s'han traduït a més de 30 idiomes.

## Biografia
Es va graduar en Llengües Modernes i Literatura (anglès i alemany) a la Universidade Nova de Lisboa. L'any 2001 va publicar la novel·la "Nenhum Olhar" que va guanyar diversos premis (tant a Portugal com a l'estranger) entre els quals el Prémio Literário José Saramago. El següent "Cemitério de Pianos" (2007) va guanyar a Espanya el Premi Cálamo Otra Mirada a la millor novel·la estrangera. L'any 2013 José Luís Peixoto va ser traduït a 18 idiomes.

## Obres publicades

### Novel·la
- Te'm morires (El Gall Editor)
- Nenhum Olhar (Finalista dels premis APE i del PEN Club, i guanyador del Premi José Saramago)[3]
- Uma casa na Escuridão.[4]

### Poesia
- Criança em Ruínas
- A Casa, a Escuridão